# La Vid de Ojeda
La Vid de Ojeda – gmina w Hiszpanii, w prowincji Palencia, w Kastylii i León, o powierzchni 20,08 km². W 2011 roku gmina liczyła 111 mieszkańców.